# Zhang Anda
Pour les articles homonymes, voir Zhang.
Zhang Anda, né le 25 décembre 1991 à Shaoguan, dans la province de Guangdong, en Chine, est un joueur chinois professionnel de snooker. Zhang fait ses débuts sur le grand circuit à l'occasion de la saison 2009-2010, qualification qu'il a obtenu en remportant le championnat d'Asie dans la catégorie des moins de 21 ans.
Il franchit un cap important après 30 ans, remportant son premier titre majeur lors du prestigieux championnat international, quelques semaines seulement après avoir perdu en finale de l'Open d'Angleterre. Ces performances lui valent de percer dans le top 10 du classement mondial.

## Carrière

### Débuts professionnels (2009-2010)
Passé professionnel en 2009, il remporte la même année le championnat d'Asie des moins de 21 ans, signant une victoire sur le Thaïlandais Noppon Saengkham en finale. Lors de sa première saison professionnelle, Zhang s'offre une première qualification au championnat du monde, et par la même occasion, le droit d'affronter le septuple vainqueur du tournoi Stephen Hendry. Malgré avoir donné du fil à retordre à Hendry, Zhang mène 9-7 avant de s'incliner 10-9. 

### Alternance entre circuit principal et circuit secondaire (2011-2023)
Après avoir été relégué du circuit en 2011, Zhang est finaliste du championnat d'Asie sur le circuit amateur, et reçoit par conséquent une invitation spéciale pour disputer les saisons 2012-2013 et 2013-2014 au niveau professionnel. Néanmoins, à l'issue de ces deux saisons, il est de nouveau relégué, n'ayant pas réussi à percer dans le top 64 du classement mondial. Il regagne immédiatement sa place sur l'un des trois tournois de qualification au circuit principal disputés en mai 2014. 
En 2017 et 2018, Zhang Anda intègre le circuit professionnel sur liste de repêchage, ce qui signifie que les points de classement qu'il avait acquis lors des saisons précédentes lui sont retirés. Paralèllement, il atteint pour la première fois de sa carrière les quarts de finale d'un tournoi classé à l'Open d'Inde avant d'être battu par l'Écossais Anthony McGill. Entre 2020 et 2021, Zhang redescend une fois encore à l'échelon amateur, faute de résultats dans les tournois professionnels. 
Grâce à ses résultats dans le CBSA China Tour, il regagne sa place sur le circuit professionnel de snooker pour la saison 2021-2022. Lors de l'Open du pays de Galles, Zhang rejoint un nouveau quart de finale en tournoi. Il se fait éliminer par Hossein Vafaei (5-4), malgré une avance de 4-1.

### Premier titre classé et intégration du top 10 (depuis 2023)
Lors de l'Open d'Angleterre 2023, Zhang élimine Ronnie O'Sullivan au quatrième tour et atteint dans la foulée sa toute première finale en tournoi classé en battant un autre demi-finaliste surprise, son compatriote Liu Hongyu. Il domine la première partie de la finale et mène par 7 manches à 3. Dans la seconde session, Judd Trump se transcende et parvient à hausser son niveau de jeu de manière à retourner la situation, s'imposant ainsi par 9 manches à 7. À l'issue du tournoi, le Chinois figure dans le top 40 du classement mondial pour la première fois.
Zhang atteint une deuxième finale en 2023 lors du championnat international après avoir notamment battu Mark Williams, Ding Junhui et Ronnie O'Sullivan (match en deux sessions pour ce dernier). Il réalise un 147 lors de la troisième manche de la finale et mène 5-4 à l'issue d'une première session accrochée. Il domine la session du soir et s'impose sur le score de 10 manches à 6 et remporte ainsi son premier tournoi classé en carrière. Zhang empoche des gains d'un montant de 175 000 £ et intègre le top 16 mondial, classé à la 15e place juste devant Ford. Un quart de finale au championnat du Royaume-Uni, où il balaie le champion du monde en titre, Luca Brecel, lui permet de grappiller encore deux places au classement. En février de l'année suivante, il atteint une nouvelle finale prestigieuse, lors du championnat des joueurs. Il s'incline au terme d'une rencontre décousue contre Mark Allen (10-8).
Lors de la première édition classée du Masters d'Arabie Saoudite, en septembre 2024, Zhang réalise l'un des plus grands matchs de sa carrière, compilant quatre centuries en un seul match (trois breaks de 138 points et un de 128 points), ne laissant que quinze points à Ben Woollaston et s'imposant par conséquent sur le score de 5-0. Au tour suivant, il est battu en manche décisive par Ronnie O'Sullivan. Solide sur les tournois suivants sans réaliser de grande performance, il retrouve les sommets au championnat du Royaume-Uni, atteignant les quarts de finale pour la deuxième année consécutive, en signant au passage son troisième break royal en carrière. Judd Trump met fin à son parcours.
En mai 2025, Zhang s'incline en finale de la coupe internationale d'Helsinki contre Mark Allen (6-3).

## Vie personnelle
Reconnaissable pour sa petite taille (160 cm), il est surnommé « Mighty Mouse ». Depuis qu'il a lancé sa carrière professionnelle, il vit à Sheffield en Angleterre et s'entraine à l'acédémie de snooker Victoria.

## Palmarès
| Légende | Catégorie                      | Titres                         | Finales                        |
|         | Tournois classés               | 1                              | 2                              |
|         | Tournois non classés           | 1                              | 1                              |
|         | Tournois en équipes            | 0                              | 1                              |
|         | Tournois pro-am                | 2                              | 0                              |
|         | Tournois amateurs              | 1                              | 2                              |
| Gras    | Tournois de la triple couronne | Tournois de la triple couronne | Tournois de la triple couronne |

### Titres
| Saison    | Nom du tournoi                            | Lieu    | Finaliste        | Score | Tableau |
| 2005      | Épreuve qualificative à la coupe générale |         | Cao Yupeng       | 5-4   |         |
| 2009      | Championnat d'Asie des moins de 21 ans    | Pune    | Noppon Saengkham | 5-1   |         |
| 2016      | Open de Fuzhou                            | Fuzhou  | Zhou Yuelong     | 5-1   |         |
| 2019      | Open de Xi'an                             | Xi'an   | Zhao Jianbo      | 5-3   |         |
| 2023-2024 | Championnat international                 | Tianjin | Tom Ford         | 10-6  | Tableau |

### Finales perdues
| Saison    | Nom du tournoi                                   | Lieu      | Finaliste                  | Score | Tableau |
| 2007      | Championnat du monde amateur des moins de 21 ans | Goa       | Michael Georgiou           | 6-11  |         |
| 2012      | Championnat d'Asie des moins de 21 ans           | Goa       | Hossein Vafaei             | 2-6   |         |
| 2018-2019 | Masters de Macao                                 | Macao     | Hawkins, Day, Zhao et Zhou | 1-5   | Tableau |
| 2023-2024 | Open d'Angleterre                                | Brentwood | Judd Trump                 | 7-9   | Tableau |
| 2023-2024 | Championnat des joueurs                          | Telford   | Mark Allen                 | 8-10  | Tableau |
| 2025-2026 | Coupe internationale d'Helsinki                  | Helsinki  | Mark Allen                 | 3-6   |         |